# Camille Mauclair
Severin Faust oder Camille Mauclair als Pseudonym (* 29. Dezember 1872 in Paris; † 23. April 1945 ebenda) war ein französischer Poet, Schreiber von Kurzgeschichten, Biograph, Autor von Reiseliteratur, Kunsthistoriker und Kunstkritiker. Im Zweiten Weltkrieg war er Anhänger der Vichy-Regierung, die eng mit der deutschen Besatzungsmacht in Frankreich zusammenarbeitete.

## Leben
Mauclair begann als Dichter und verfasste Kurzgeschichten. Daneben war er als Kunstkritiker für eine Reihe von Zeitschriften tätig. Ab der Mitte der 1890er Jahre folgten Romane und Dutzende von Veröffentlichungen zu bildenden Künstlern, zu Musikern und Musik, zu Museen und zur Kunstgeschichte von Städten und Landschaften.
Seine Gedichte wurden von Komponisten wie Ernest Chausson (Trois Lieder op. 27), Ernest Bloch, Gustave Charpentier, Ernest Chausson und Nadia Boulanger, die zu Beginn der 1920er Jahre einige seiner Gedichte vertonte, bearbeitet. Ferner schrieb er das Libretto für die 1940 in Paris an der Opéra-Comique uraufgeführte Conte Lyrique „Nele Dooryn“. Zusammen mit Aurélien-Marie Lugné-Poe gründete er in Paris das „Théâtre de l’Œuvre“.
Er war seit 1926 assoziiertes Mitglied der Académie royale des Sciences, des Lettres et des Beaux-Arts de Belgique (Classe des Beaux-Arts). 1934 wurde er als Ehrenmitglied in die American Academy of Arts and Letters gewählt.

## Veröffentlichungen
Poesie
- 1894: Sonatines d’automne.
- 1904: Le Sang parle
- 1926: Émotions chantées

Romane und Erzählungen
- 1895: Couronne de clarté, Paul Ollendorff, Éditeur, Paris (Digitalisat).
- 1897: Les Clefs d’or
- 1924: Au pays des blondes

Verschiedenes
- 1896: Jules Laforgue.
- 1902: Les Camelots de la pensée.
- 1904: Fragonard.
- 1906: Schumann.
- 1909: Eugène Delacroix.
  - deutsch: 1913 Eugène Delacroix
- 1909: Essais sur l’émotion musicale. La Religion de la musique
- 1912: Essais sur l’amour. L’amour physique.
- 1913: Les miniatures de L’Empire et de la Restitution: Porträts de femmes, H. Piozza, Paris
- 1914: Histoire de la musique européenne: 1850–1914. Les hommes, les idées, les œvres
- 1914: Florenz. Übersetzt von Rosa Schapire. Verlag Georg Müller, München
- 1919: Essais sur l’émotion musicale. Les Héros de l’orchestre
- 1923: Florence: l’histoire, les arts, les lettres, les sanctuaires, l’âme de la cité
  - deutsch 1939: Florenz. Übersetzt von Rosa Schapire. Verlag Georg Müller, München
- erweitert (?): Histoire de la miniature féminine française: le dix-huitième Siècle, l’Empire, la Restauration
- 1930: Corot
  - 1931: ins Deutsche übersetzt von Walter Meier. Corot. Wasmuth, Berlin 1931
- 1930: Jules Chéret. Garrec, Paris
- 1930: Gabriel Belot: étude critique de Camille Mauclair, Henry Babou, Paris
- 1931: Louis Legrand
- 1935: Greuze et son temps. A. Michel, Paris
- 1936: Visions de Rome
  - 1939: deutsch. Rom. Deuticke, Wien
- 1937: Degas
  - deutsch 1955: Vollmer, Wiesbaden/Berlin
- 1937: L’ardente Sicile – Inferno e Paradiso
- 1939: Le charme des petites cités d’Italie: Pavie, Crémone, Plaisance, Parme, Mantoue, Sirmione, Vérone, Vicence, Padoue
  - 1939: deutsch: Die schöne kleine Stadt: Oberitalien. Pavia, Cremona, Piacenza, Parma, Mantua, Sirmione, Verona, Vicenza, Padua. Deuticke, Wien
- 1939: Turner, Hyperion Press, Paris, ins Englische übersetzt von Evelyn Byam Shaw
- 1939. Normandie
- 1944: Claude Monet et l’impressionnisme